# Земо-Ксовриси
Земо-Ксовриси (груз. ზემო ქსოვრისი) — село в Грузии, на территории Горийского муниципалитета края (мхаре) Шида-Картли.

## География
Село находится в центральной части Грузии, на северном склоне Триалетского хребта, к югу от реки Куры, на расстоянии приблизительно 7 километров (по прямой) к юго-западу от города Гори, административного центра муниципалитета. Абсолютная высота — 1059 метров над уровнем моря.

## Население
По результатам официальной переписи населения 2014 года в Земо-Ксовриси проживало 2 человека (1 мужчина и 1 женщина). В национальной структуре населения грузины составляли 100 %.
| Год  | Население, человек |
| ---- | ------------------ |
| 2002 | 12                 |
| 2014 | ↘ 2                |